# 제니아 (에뮬레이터)
제니아(영어: Xenia)는 마이크로소프트 윈도우용 자유-오픈 소스 에뮬레이터의 하나로, 엑스박스 360 콘솔 게임을 개인용 컴퓨터에서 즐길 수 있게 한다. 2021년 10월 기준으로 이 에뮬레이터는 1462개의 게임을 즐길 수 있지만 370개는 아직 할 수 없다. 총 1832개의 게임이 있으나 제니아는 RPCS3와 함께 개발 중이다.

## 개발
2014년 3월, 개발자 벤 바닉은 에뮬레이터가 2008년 엑스박스 라이브 아케이드 타이틀 《프로거 2》를 즐길 수 있다는 것을 보여주는 개념 증명(PoC) 동영상을 공개하였다. 이는 이 에뮬레이터의 최초로 플레이 가능한 상용 타이틀로 기록되었다. 이 에뮬레이터의 개발은 느린 속도로 진행된 것으로, 《프로거 2》의 2014년 3월 동영상은 4년 간의 개발 공로의 결과물이었다. 이 동영상은 게임이 낮은 프레임레이트로 가상 구현되고 있음을 보여주며 개발자는 그 이유로 에뮬레이션의 디버그 인터프리터를 사용하고 있기 때문이라고 주장하였다. 개발이 진전됨에 따라 속도가 증가하면서 플레이가 가능한 수준으로까지 개선되었다.
프로거 동영상이 나온지 1년 후 2015년 3월 새로운 비디오가 등장하면서 《A-Train HX》라는 엑스박스 360 타이틀이 3차원 렌더링 그래픽스를 포함하여 완전한 속도로 구동되는 것을 보여주었으며, 이는 개발의 속도가 빨라졌음을 의미한다. 속도 증가 외에도 Vanik는 에뮬레이터가 미래에 다른 타이틀의 플레이를 지원하는 것을 계획하고 있다. 개발자는 제니아 프로젝트의 목표는 현대 기기와 운영 체제 에뮬레이션의 연구 정보를 전달하는 것이라고 언급하였다.

## 같이 보기
- RPCS3: 플레이스테이션 3 에뮬레이터